# 宋远桥
宋远桥是金庸武俠小说中的角色。最大絕學是武當派鎮派之寶「武當太極拳」，集道家武學之大成的拳法，講究太極圓轉，永無止境，用意而不用力。

## 概述
宋远桥是张三丰的第一个徒弟，有一子「玉面孟嘗」宋青书。
武当七侠之首，他总是一副温文儒雅的风范，别人有事求他，他总是尽力帮忙，为人稳重踏实，冲淡谦和、恂恂儒雅，颇有君子之风范，武功高强，处事又极公道，在江湖上的声望地位也非常高，远在一般门派掌门之上。其實力與少林三大神僧相當。
遠征光明頂一戰率領武當派參與六大派，力戰明教五行旗，殺入光明頂後，與身受重傷的明教四大護教法王之一「白眉鷹王」殷天正展開激烈交戰，只比招式斗个旗鼓相当。下山時和六大派被蒙古軍抓去萬安寺幽禁，各人被逼服下「十香軟筋散」，以致使不出武功，最後連同六大派被明教第三十四代教主張無忌解救出。
其子宋青書作为武当派第三代传人，被张三丰和宋远桥寄予厚望，被看好成为武当派将来的继承人。但宋青书意志薄弱心術不正，先是偷窺峨嵋女弟子，後又被陳友諒設計杀死七师叔莫声谷，成為武當叛徒。
其後宋青書加入峨嵋派，在峨嵋派掌門周芷若調教下，修練了九陰白骨爪。宋青書在少林寺屠獅大會中以九陰白骨爪殺死丐幫掌缽龍頭與執法長老；第三戰對上俞莲舟时，被毫不留情的打成重伤。后来在武当山上，宋远桥放声痛哭，挺剑欲杀逆子却刺不下去，隨後挺剑自刎被阻止。最後由张三丰擊斃宋青书（新版是宋青书战后重伤而死）、並革去宋远桥掌門一職，由俞莲舟取代。宋远桥自此專心精研「太極拳」，不管俗務。

## 影视形象

### 劇集
- 張活游：香港無綫電視《倚天屠龍記》（1978年）
- 凡偉：台灣台視《倚天屠龍記》（1984年）
- 黃允材：香港無綫電視《倚天屠龍記》（1986年）
- 江明：台灣台視《倚天屠龍記》（1994年）
- 李龍基：香港無綫電視《倚天屠龍記》（2001年）
- 王崗：中國亞環影音《倚天屠龍記》（2003年）
- 陳繼銘：中國華誼兄弟、華夏視聽聯合出品《倚天屠龍記》（2009年）
- 郭軍：中國華夏視聽、企鵝影視聯合出品《倚天屠龍記》（2019年）

### 電影
- 胡平：《倚天屠龍記》（1963年）（第一集），香港粵語長片，峨嵋電影公司
- 黃公武：《倚天屠龍記》（1965年）（第二集），香港粵語長片，峨嵋電影公司
- 黃栢文：《倚天屠龍記之九陽神功》、《倚天屠龍記之聖火雄風》（2022年），星王朝